# Nassarius goreensis
Nassarius goreensis is een slakkensoort uit de familie van de Nassariidae. De wetenschappelijke naam van de soort is voor het eerst geldig gepubliceerd in 1884 door Von Maltzan.